# Modello Cox-Ingersoll-Ross
Il modello Cox-Ingersoll-Ross, noto anche come modello CIR, è il metodo più famoso per la valutazione dei contratti appartenenti alla famiglia degli IRS (Interest Rate Sensitive) a cui appartiene anche il contratto Interest Rate Swap.

## Elementi introduttivi
Si definisce spot rate (ovvero tasso locale oppure tasso a breve o infine tasso di rendimento istantaneo) {\displaystyle r(t)} l'intensità istantanea di interesse in {\displaystyle t} di uno zcb (zero coupon bond) con scadenza in {\displaystyle t+dt} (currently maturing bond); si pone:
{\displaystyle r(t):=\lim _{T\to T_{0}}r(t,t+dt)=\lim _{T\to T_{0}}-{\frac {\ln {v(t,t+dt)}}{T}}=\lim _{T\to T_{0}}{\delta (t,t+dt)}}
con {\displaystyle T>t}
Si definisce {\displaystyle dZt} come:
{\displaystyle \xi (t){\sqrt[{2}]{dt}}}
sapendo che {\displaystyle \xi (t)} è un fattore di disturbo casuale che avrà:
{\displaystyle \ {\textrm {var}}[\xi (t)]=1}
e

## Equazione generale di valutazione
L'equazione generale di valutazione di qualsiasi contratto Interest Rate Sensitive, che non paghi dividenti, è un'equazione differenziale alle derivate parziali di secondo ordine (di tipo parabolico) deterministica e che deve essere soddisfatta dal prezzo {\displaystyle Y(t)}
di qualsivoglia contratto in ogni istante t.
Per la determinazione di tale equazione, si partirà dalla stima del prezzo del derivato (scritto su spot rate) che è un processo stocastico descritto da una equazione differenziale stocastica; in formule:
{\displaystyle dY(t)=\left({\frac {\partial Y(t)}{\partial t}}+f(r,t){\frac {\partial Y(t)}{\partial r(t)}}+{\frac {1}{2}}g^{2}(r,t){\frac {\partial ^{2}Y(t)}{\partial ^{2}r(t)}}\right)dt+\left(g(r,t){\frac {\partial Y(t)}{\partial r(t)}}\right)dZt}